# Су-Елга
Су-Елга — село в Мамадышском районе Татарстана. Входит в состав Малокирменского сельского поселения.

## География
Находится в центральной части Татарстана на расстоянии приблизительно 21 км на запад-северо-запад по прямой от районного центра города Мамадыш.

## История
Основано в 1924 году, работал лесхоз и лесопильный завод.

## Население
Постоянных жителей было: в 1938—242, в 1949—175, в 1958—162, в 1970—214, в 1979—164, в 1989—159, в 2002 году 154 (татары 92 %), в 2010 году 148.